# スロベニア関係記事の一覧
スロベニア関係記事の一覧（スロベニアかんけいきじのいちらん）は、スロベニアの関係記事を50音順に配列したものである。

## 英数字・記号
- .si
- 2002 FIFAワールドカップ - 出場経験を持つ
- 2010 FIFAワールドカップ
- 2006年バスケットボール世界選手権
- 2007年バスケットボール男子欧州選手権
- 2008年北京オリンピックのバスケットボール競技
- 2008年北京オリンピックのバスケットボール競技・世界最終予選

## あ行
- アルプス山脈
- イストリア半島
- イタリア - 隣国
  - イタリア語
- イドリヤ
- ウィーン会議
- ウィーン議定書
- ヴォイヴォディナ社会主義自治州
- オーストリア - 隣国
  - オーストリア公国 - かつてはこの国の所領であった
  - オーストリア大公国
  - オーストリア帝国
- オーストリア＝ハンガリー帝国 - かつての前身国家の一つ
- 欧州連合
- 温暖湿潤気候

## か行
- カルスト地形
- カトリック教会
- 北大西洋条約機構
- クラス地方
- クロアチア独立国
- 現代中央党
- ゲルマン語派
- 高山気候
- 国民議会 (スロベニア)
- 国民評議会 (スロベニア)
- コソボ社会主義自治州

## さ行
- ザゴリェ・オプ・サヴィ
- サッカー欧州選手権2000 - 出場経験がある
- シェンゲン圏
- 自主管理社会主義
- 社会主義
  - 社会主義国
- シュコツィアン洞窟群
- 小選挙区比例代表併用制
- スラヴ語派
- スロベニア (小惑星)
- スロベニア軍
- スロベニア社会主義共和国 - 前身であった国家
- スロベニア製のコンピュータ
- スロベニア鉄道
- スロベニアの経済（英語版）
- スロベニアの交通
- スロベニアの首相
- スロベニアの世界遺産
- スロベニアの大統領
- スロベニアの地方行政区画
- スロベニアの歴史
- スロベニア民主党（英語版）
- 生物多様性
- 西岸海洋性気候
- 石炭
- ソビエト連邦 - 社会主義に絡む形で同国の前身国家と若干ながら関連性が存在していた

## た行
- 第一次世界大戦
- 第二次世界大戦
- 第三次産業
- 帯水層
- 大陸性気候
- 地中海
- ヨシップ・ブロズ・チトー
- チュースパイス
- 駐日スロベニア大使館
- ディナル・アルプス山脈
- 天然ガス
- トルボヴリェ
- ドレンスカ地方

## な行
- ナチス・ドイツ - 同国地域はこの勢力の占領下に置かれていた歴史を持つ
- ノヴォ・メスト

## は行
- バスケットボールスロベニア代表
- バスケットボール世界選手権 - 出場経験がある
- ハプスブルク家
- パルチザン (ユーゴスラビア)
- ハンガリー - 隣国
  - ハンガリー語
- ハンガリー王国 (1920年-1946年)
- 東側諸国
- ピラン
- フィン・ウゴル語派
- フラストニク
- プリモルスカ地方
- プレクムリェ地方
- ボスニア・ヘルツェゴビナ - 同国とは国際連合へ同時に加盟した間柄で、互いに前身であるユーゴスラビア連邦の構成国家として機能していた歴史を持ち合っている

## ま行
- マケドニア社会主義共和国
- スロボダン・ミロシェヴィッチ
- 無水酢酸 - 麻薬精製の原料として用いられている。同国はこの成分の押収量が世界で最も多い
- モンテネグロ社会主義共和国

## や行
- ユーゴスラビア
  - ユーゴスラビア王国
  - ユーゴスラビア社会主義連邦共和国
  - 旧ユーゴスラビア国際戦犯法廷
- ユーゴスラビア侵攻
- 輸出志向型工業化

## ら行
- リブニツァ
- ルーテル教会
- ロードレース (自転車競技)